# Gasela de Thomson
La gasela de Thomson (Eudorcas thomsonii) és una de les gaseles més conegudes. Rep el nom de l'explorador Joseph Thomson. Actualment n'hi ha unes 500.000 a l'Àfrica i a l'est del continent és el tipus de gasela més comuna.

Fa de 51 a 67 cm de llargada i pesa de 13 a 24 kg (les femelles) i de 17a 29 kg (els mascles). El color del pelatge és marró clar i les parts de sota blanques amb una banda negra. Les seves banyes són llargues i amb una lleugera curvatura.

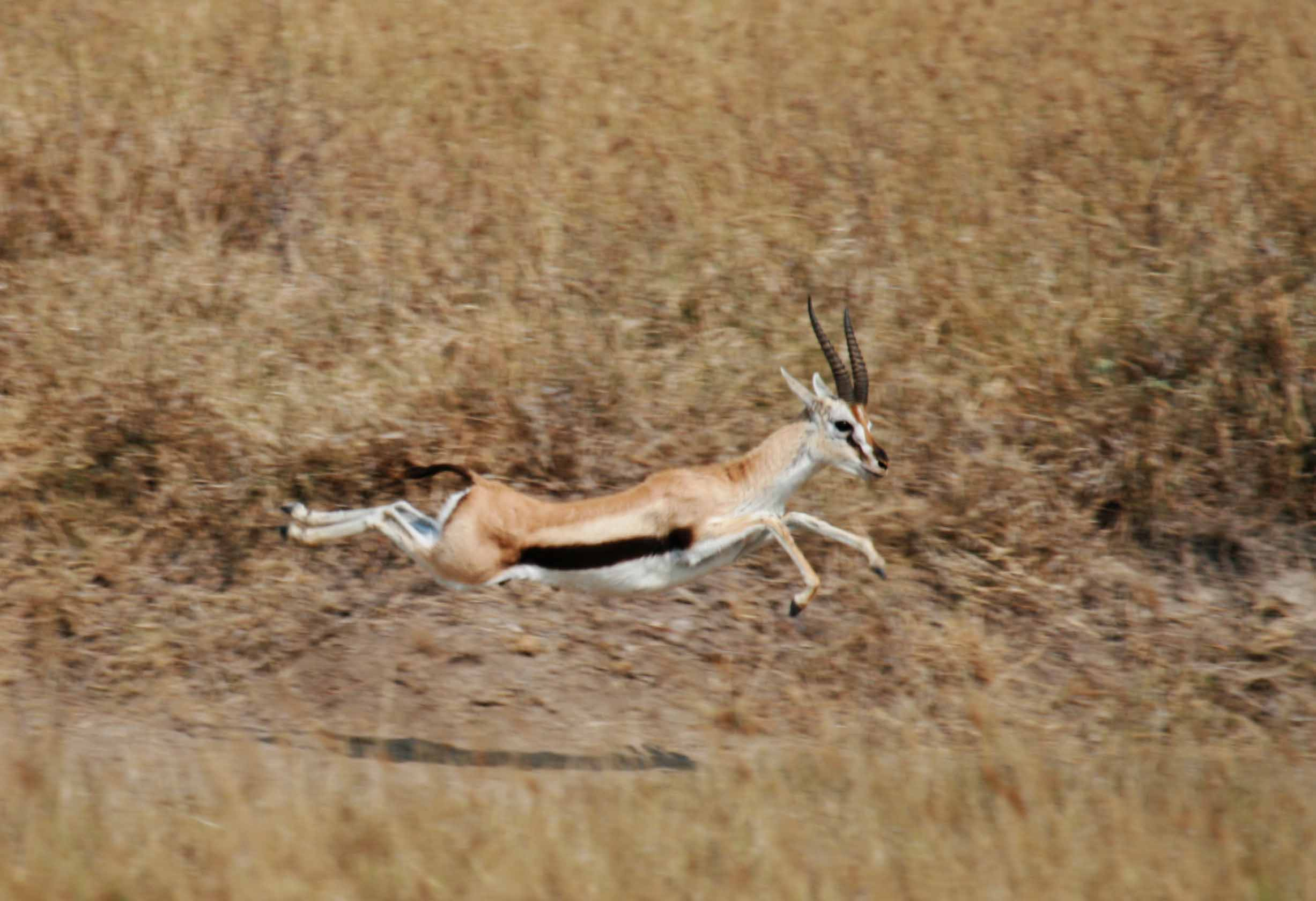
Gasela de Thomson al cràter Ngorongoro de, Tanzània

Les gaseles de Thomson viuen a les sabanes africanes i en terrenys herbosos, particularment al Serengeti de Kenya i Tanzània, també es poden trobar a Etiòpia, Somàlia i el Sudan. La major part de l'aigua que necessiten prové de la vegetació que mengen.
Aquestes gaseles s'ajunten amb altres ungulats com les zebres i normalment viuen i migren en ramats de centenars a milers de gaseles. Aquesta gasela és la presa principal del guepard.
En llibertat, aquestes gaseles viuen de 10 a 15 anys, malgrat que són presa de molts animals com felins hiena i babuïns, la gran velocitat que poden atènyer les permet escapar en carreres llargues de la velocitat, rècord, del guepard. La meitat de les gaseles Thomson que neixen moriran abans d'arribar a adultes.